# Павяк (в'язниця)

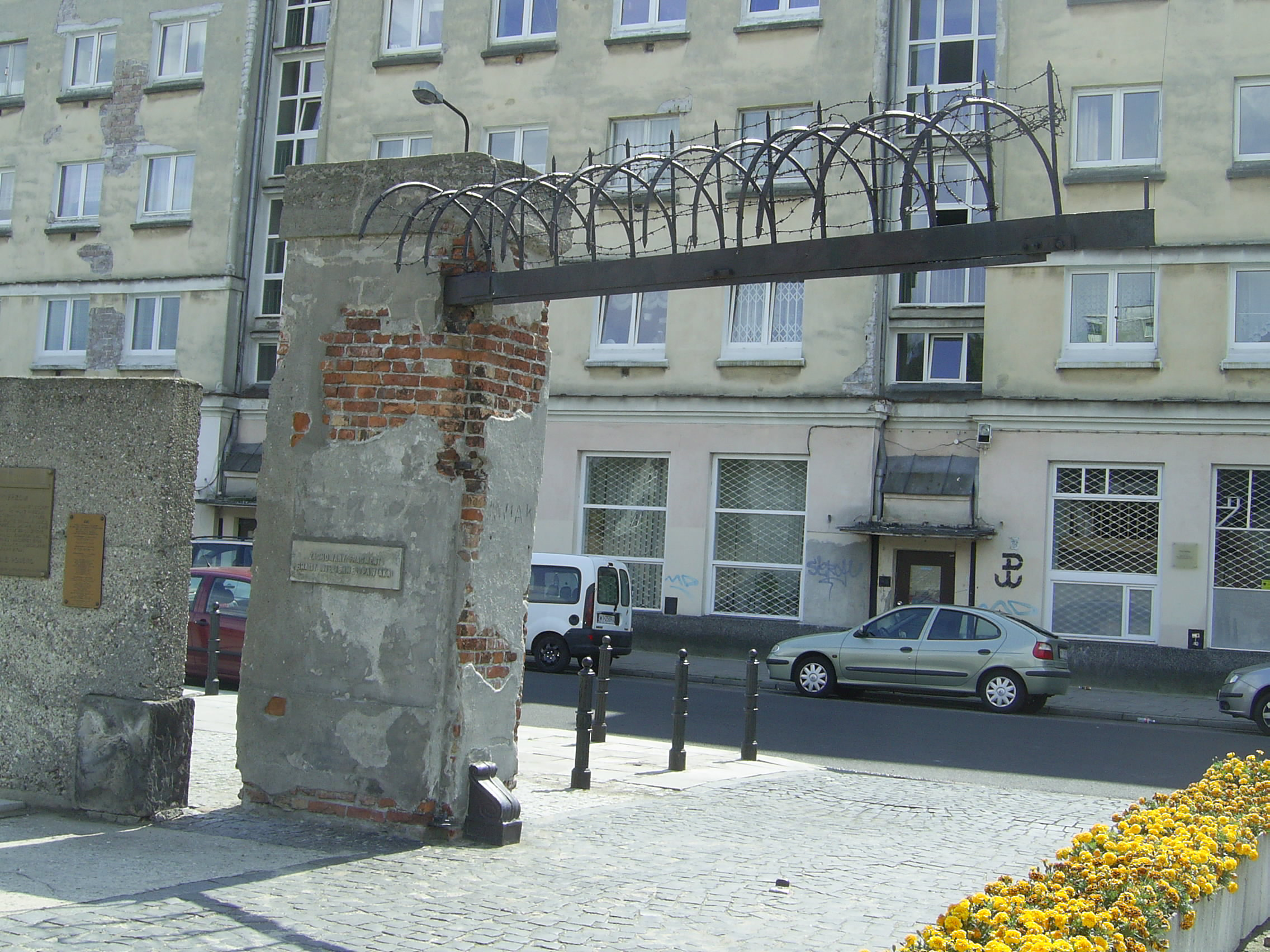
Вцілілий фрагмент вхідних воріт в'язниці «Павяк»

«Павяк» — назва неіснуючої на даний час в'язниці у Варшаві, Польща, яка була побудована в 1829—1835 роках за проектом архітектора Генрика Марконі. Частиною «Павяка» була також жіноча в'язниця, яка розміщувалася в окремій будівлі і називалася «Сербією» (в період російсько-турецької війни 1877—1878 років використовувалась як шпиталь).
З 1965 року й дотепер «Павяк» є музеєм під назвою «Мавзолей-Музей Павяка».

## Історія

### До 1939 року
Павяк був побудований у 1825—1835 роках, невдовзі після створення Королівства Польського, і спочатку використовувався російською владою як звичайна в'язниця, а потім, після Польського повстання 1863 року, для утримання в ув'язненні повстанців. Під час російських революцій 1905—1907 років Павяк був головною в'язницею Королівства Польського для політичних учасників революцій.
До 1918 року головною політичною в'язницею, яка перебувала у Варшаві, була Варшавська Цитадель. У Павяк прямували ув'язнені, яким не вистачало місця у Варшавській цитаделі або поліцейській в'язниці, яка розташовувалася в ратуші старого міста. Павяк також був місцем для проведення слідчих процесів над кримінальними і політичними арештантами і складався з двох відділів: чоловічого і жіночого. Після здобуття Польщею незалежності в 1918 році Павяк продовжив виконувати свої тюремні функції; в ньому містилися як політичні, так і кримінальні арештанти.

### Друга світова війна
Під час окупації Польщі німецькими військами в 1939—1944 роках Павяк був головним тюремним центром Генеральної губернії. Через Павяк за цей час пройшло близько 100 тисяч ув'язнених чоловіків і 20 тисяч жінок. Більшу частину ув'язнених, які утримувались у в'язниці в ті роки, становили чоловіки віком 25-50 років і молодь 15-20 років. У в'язниці в цей період народилося 50 дітей. Згадується навіть півторарічне немовля, взяте німецькими властями заручником.

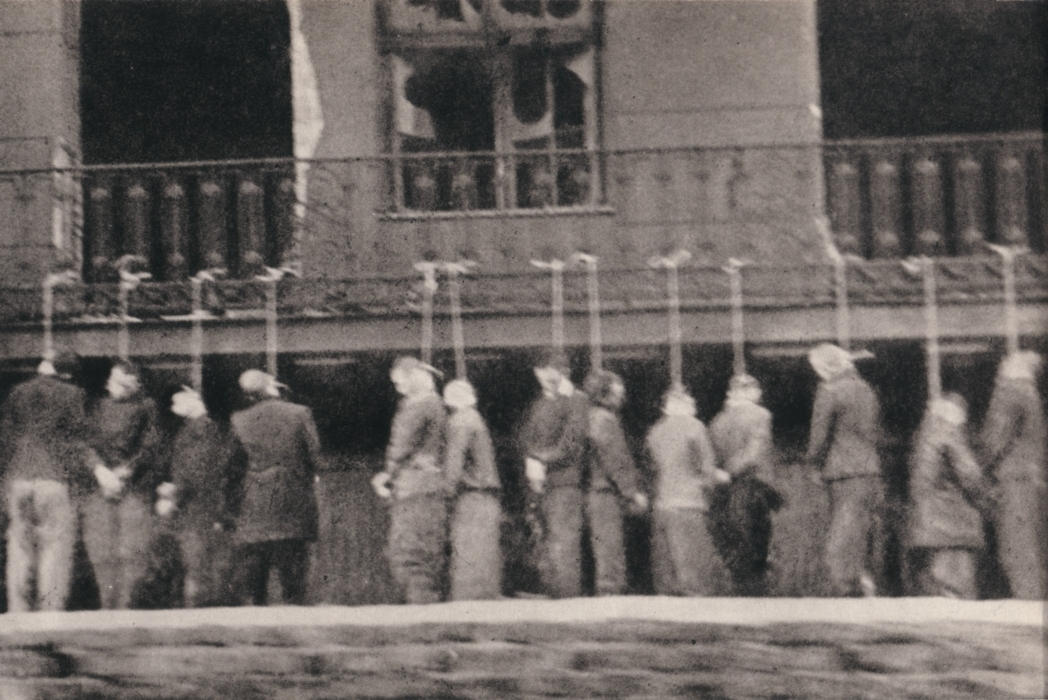
Страта в'язнів тюрми «Павяк», Варшава, 11.02.1944

Після 2 жовтня 1939 року в'язні перебували в приміщенні в'язниці «Сербія» і в тій частині головного корпусу, який вцілів після німецьких бомбардувань Варшави у вересні 1939 року. Німецька окупаційна влада утримувала тут жертв облав, членів руху опору та політичних ув'язнених. У 1940 році, при створенні Варшавського гетто, Павяк був включений до його території. Близько 60 тисяч ув'язнених після свого утримання в Павяку були згодом переправлені до концентраційних таборів і на примусові роботи. 37 тисяч в'язнів було розстріляно або страчено іншим способом.

### Після Другої світової війни

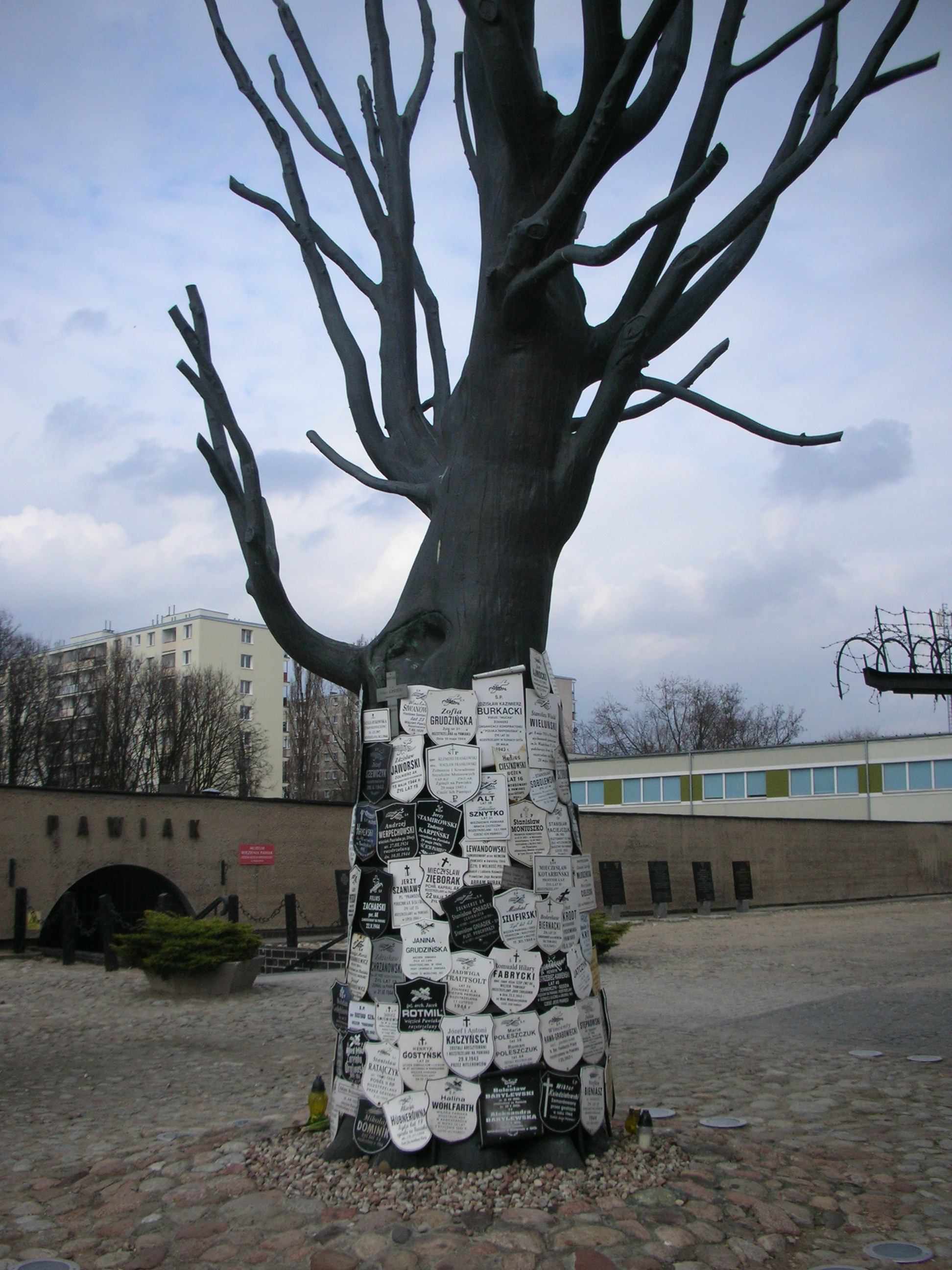
Дерево-пам'ятник

При відступі німецьких військ з Варшави в 1944 році Павяк був майже повністю зруйнований. На даний час залишилися тільки деякі фрагменти цієї в'язниці. Вціліла частина стін і воріт, а також в'яз, який ріс на території в'язниці. На цьому дереві родичами загиблих ув'язнених в Павяку були прикріплені таблички з їхніми іменами.
На даний час на території колишньої в'язниці знаходиться меморіальний музей, який є частиною Музею Незалежності.